# Mazda Gissya
La Mazda Gissya est un concept car du constructeur automobile Japonais Mazda, présenté en 1991.